# Liste der Kulturdenkmale in Berlin-Wilhelmsruh

Lage von Wilhelmsruh in Berlin

In der Liste der Kulturdenkmale von Wilhelmsruh sind die Kulturdenkmale des Berliner Ortsteils Wilhelmsruh im Bezirk Pankow aufgeführt.

## Denkmalbereiche (Gesamtanlagen)
| Nr.      | Lage                                                                                          | Offizielle Bezeichnung                                           | Beschreibung | Bild            |
| -------- | --------------------------------------------------------------------------------------------- | ---------------------------------------------------------------- | --- | --------------- |
| 09040273 | Berliner Mauer Hertzstraße 59 Kurze Straße 5,7 Schillerstraße                                 | Berliner Mauer, Grenzanlagen mit Mauerabschnitten und Wachtürmen | 1961–1989; Hinterlandsicherungsmauer am Bahndamm der Niederbarnimer Eisenbahn (siehe auch Gesamtanlage Bergmann-Elektrizitätswerke AG) |                 |
| 09040273 | Berliner Mauer Hertzstraße 59 Kurze Straße 5,7 Schillerstraße                                 | Berliner Mauer, Grenzanlagen mit Mauerabschnitten und Wachtürmen | Weitere Abschnitte des Denkmals: siehe Denkmallisten Pankow und Prenzlauer Berg                                                        |                 |
| 09065274 | Hertzstraße 61–75 Heinz-Brandt-Straße 2/6 Kurze Straße 5/7 Lessingstraße 76–89, 96/100 (Lage) | Bergmann-Elektrizitätswerke AG (VEB Bergmann-Borsig)             | Industrieanlage, 1907–10, um 1925, 1928 von Eisermann, 1936–1941 von Jean Krämer, 1951–1959 (siehe auch Gesamtanlage Berliner Mauer)   |                 |
| 09065274 | Hertzstraße 61–75 Heinz-Brandt-Straße 2/6 Kurze Straße 5/7 Lessingstraße 76–89, 96/100 (Lage) | Bergmann-Elektrizitätswerke AG (VEB Bergmann-Borsig)             | ehem. Werkstor Eingang Hertzstraße |                 |
| 09065274 | Hertzstraße 61–75 Heinz-Brandt-Straße 2/6 Kurze Straße 5/7 Lessingstraße 76–89, 96/100 (Lage) | Bergmann-Elektrizitätswerke AG (VEB Bergmann-Borsig)             | Drahtzieherei (1a–c) mit Stangen- und Streifenzug                                                                                      |                 |
| 09065274 | Hertzstraße 61–75 Heinz-Brandt-Straße 2/6 Kurze Straße 5/7 Lessingstraße 76–89, 96/100 (Lage) | Bergmann-Elektrizitätswerke AG (VEB Bergmann-Borsig)             | Blechwalzwerk (2a–c) |                 |
| 09065274 | Hertzstraße 61–75 Heinz-Brandt-Straße 2/6 Kurze Straße 5/7 Lessingstraße 76–89, 96/100 (Lage) | Bergmann-Elektrizitätswerke AG (VEB Bergmann-Borsig)             | Kraftzentrale (3) |                 |
| 09065274 | Hertzstraße 61–75 Heinz-Brandt-Straße 2/6 Kurze Straße 5/7 Lessingstraße 76–89, 96/100 (Lage) | Bergmann-Elektrizitätswerke AG (VEB Bergmann-Borsig)             | Verwaltungsgebäude und Kabelwerk (4)                                                                                                   |                 |
| 09065274 | Hertzstraße 61–75 Heinz-Brandt-Straße 2/6 Kurze Straße 5/7 Lessingstraße 76–89, 96/100 (Lage) | Bergmann-Elektrizitätswerke AG (VEB Bergmann-Borsig)             | Kabelhallen (5a–d) |                 |
| 09065274 | Hertzstraße 61–75 Heinz-Brandt-Straße 2/6 Kurze Straße 5/7 Lessingstraße 76–89, 96/100 (Lage) | Bergmann-Elektrizitätswerke AG (VEB Bergmann-Borsig)             | Gummiwerk und -lager (6b) |                 |
| 09065274 | Hertzstraße 61–75 Heinz-Brandt-Straße 2/6 Kurze Straße 5/7 Lessingstraße 76–89, 96/100 (Lage) | Bergmann-Elektrizitätswerke AG (VEB Bergmann-Borsig)             | Isolierrohrfabrik (19) |                 |
| 09065274 | Hertzstraße 61–75 Heinz-Brandt-Straße 2/6 Kurze Straße 5/7 Lessingstraße 76–89, 96/100 (Lage) | Bergmann-Elektrizitätswerke AG (VEB Bergmann-Borsig)             | Verzimmerei (20a–b), 1907–1910 |                 |
| 09065274 | Hertzstraße 61–75 Heinz-Brandt-Straße 2/6 Kurze Straße 5/7 Lessingstraße 76–89, 96/100 (Lage) | Bergmann-Elektrizitätswerke AG (VEB Bergmann-Borsig)             | Kabelwerk (6a), um 1925 |                 |
| 09065274 | Hertzstraße 61–75 Heinz-Brandt-Straße 2/6 Kurze Straße 5/7 Lessingstraße 76–89, 96/100 (Lage) | Bergmann-Elektrizitätswerke AG (VEB Bergmann-Borsig)             | Kesselbau (13), 1928 von Eisermann |                 |
| 09065274 | Hertzstraße 61–75 Heinz-Brandt-Straße 2/6 Kurze Straße 5/7 Lessingstraße 76–89, 96/100 (Lage) | Bergmann-Elektrizitätswerke AG (VEB Bergmann-Borsig)             | Verwaltungsgebäude (26a), 1936–1937 |                 |
| 09065274 | Hertzstraße 61–75 Heinz-Brandt-Straße 2/6 Kurze Straße 5/7 Lessingstraße 76–89, 96/100 (Lage) | Bergmann-Elektrizitätswerke AG (VEB Bergmann-Borsig)             | Gummifabrik (11a–b), 1939–1941 |                 |
| 09065274 | Hertzstraße 61–75 Heinz-Brandt-Straße 2/6 Kurze Straße 5/7 Lessingstraße 76–89, 96/100 (Lage) | Bergmann-Elektrizitätswerke AG (VEB Bergmann-Borsig)             | Halle für Munitionsfertigung (14a-b), 1940                                                                                             |                 |
| 09065274 | Hertzstraße 61–75 Heinz-Brandt-Straße 2/6 Kurze Straße 5/7 Lessingstraße 76–89, 96/100 (Lage) | Bergmann-Elektrizitätswerke AG (VEB Bergmann-Borsig)             | Otto-Nagel-Zyklus, 1974–76 von Evelyn Hartnick-Geismeier                                                                               |                 |
| 09065274 | Hertzstraße 61–75 Heinz-Brandt-Straße 2/6 Kurze Straße 5/7 Lessingstraße 76–89, 96/100 (Lage) | Bergmann-Elektrizitätswerke AG (VEB Bergmann-Borsig)             | Schmutzwasserhebeanlage (15), 1940–1941 von Jean Krämer                                                                                |                 |
| 09065274 | Hertzstraße 61–75 Heinz-Brandt-Straße 2/6 Kurze Straße 5/7 Lessingstraße 76–89, 96/100 (Lage) | Bergmann-Elektrizitätswerke AG (VEB Bergmann-Borsig)             | Turbinenbauhalle (16a–c, 17a–b), 1950–1952                                                                                             |                 |
| 09065274 | Hertzstraße 61–75 Heinz-Brandt-Straße 2/6 Kurze Straße 5/7 Lessingstraße 76–89, 96/100 (Lage) | Bergmann-Elektrizitätswerke AG (VEB Bergmann-Borsig)             | Generatorenhalle (23a–b), 1951–1953 von VVB Industrie-Entwurf Berlin                                                                   |                 |
| 09065274 | Hertzstraße 61–75 Heinz-Brandt-Straße 2/6 Kurze Straße 5/7 Lessingstraße 76–89, 96/100 (Lage) | Bergmann-Elektrizitätswerke AG (VEB Bergmann-Borsig)             | Prüfstandhalle (25), 1959 von VEB Industrieprojektierung Berlin                                                                        |                 |
| 09065274 | Hertzstraße 61–75 Heinz-Brandt-Straße 2/6 Kurze Straße 5/7 Lessingstraße 76–89, 96/100 (Lage) | Denkmalverlust: Abriss 2009 für Erweiterung der Bombardierwerke  | Heizwerk, erbaut 1956 von Entwurfsbüro für Industriebau Berlin II des Ministeriums für Aufbau Berlin                                   | Bild gesucht BW |
| 09065274 | Hertzstraße 61–75 Heinz-Brandt-Straße 2/6 Kurze Straße 5/7 Lessingstraße 76–89, 96/100 (Lage) | Denkmalverlust: Abriss 2009 für Erweiterung der Bombardierwerke  | Transformatorenhaus erbaut 1907–1910 von Jean Krämer, Umbau 1940 & 1949                                                                | Bild gesucht BW |
| 09065274 | Hertzstraße 61–75 Heinz-Brandt-Straße 2/6 Kurze Straße 5/7 Lessingstraße 76–89, 96/100 (Lage) | Denkmalverlust: Abriss 2009 für Erweiterung der Bombardierwerke  | Eisenbandwalzwerk (7a–c), 2017 aberkannt oder abgerissen?                                                                              |                 |
| 09065274 | Hertzstraße 61–75 Heinz-Brandt-Straße 2/6 Kurze Straße 5/7 Lessingstraße 76–89, 96/100 (Lage) | Denkmalverlust: Abriss 2009 für Erweiterung der Bombardierwerke  | Schuppen (20c), 1907–1910, 2017 aberkannt oder abgerissen?                                                                             |                 |
| 09065266 | Hielscherstraße 31/35 Goethestraße 3 (Lage)                                                   | Lutherkirche                                                     | 1905–07 von Fritz Gottlob durch die Gemeindekirche Rosenthal                                                                           |                 |
| 09065266 | Hielscherstraße 31/35 Goethestraße 3 (Lage)                                                   | Lutherkirche                                                     | Pfarrhaus, 1905–1907 von Fritz Gottlob                                                                                                 |                 |

## Baudenkmale
| Nr.      | Lage                                     | Offizielle Bezeichnung                                   | Beschreibung | Bild |
| -------- | ---------------------------------------- | -------------------------------------------------------- | --- | ---- |
| 09065267 | Goethestraße 5 Hielscherstraße 26 (Lage) | Wohnhaus                                                 | um 1902 |      |
| 09065308 | Hauptstraße 34/38 (Lage)                 | Gedenkstein für ermordete Antifaschisten aus Wilhelmsruh | 1949 von Erwin Damerow. Auf der Rückseite eingraviert sind die Namen von acht Ermordeten: Willi Hielscher, Cäsar Horn, Karl Müller, Kurt Müller, Anna Reinicke, Ernst Rexin, Wilhelm Schmidt, Fritz Wöhrer |      |
| 09065258 | Hertzstraße 18 (Lage)                    | Wohnhaus, Stadtvilla                                     | um 1900 |      |
| 09065314 | Kopenhagener Straße 83, 89 (Lage)        | Umspannwerk Wilhelmsruh                                  | Verwaltungsbau, 1925–1927 von Hans Heinrich Müller für die BEWAG |      |
| 09065314 | Kopenhagener Straße 83, 89 (Lage)        | Umspannwerk Wilhelmsruh                                  | E-Werk, 1925–1927 von Hans Heinrich Müller für die BEWAG |      |
| 09065319 | Schillerstraße 49/51 (Lage)              | 13. Grundschule, Schulgebäude                            | 1907–1908 von Otto Kerwien |      |